# Neoitamus cyanurus
Neoitamus cyanurus är en tvåvingeart som först beskrevs av Friedrich Hermann Loew 1849.  Neoitamus cyanurus ingår i släktet Neoitamus och familjen rovflugor. Arten är reproducerande i Sverige. Inga underarter finns listade i Catalogue of Life.

## Bildgalleri

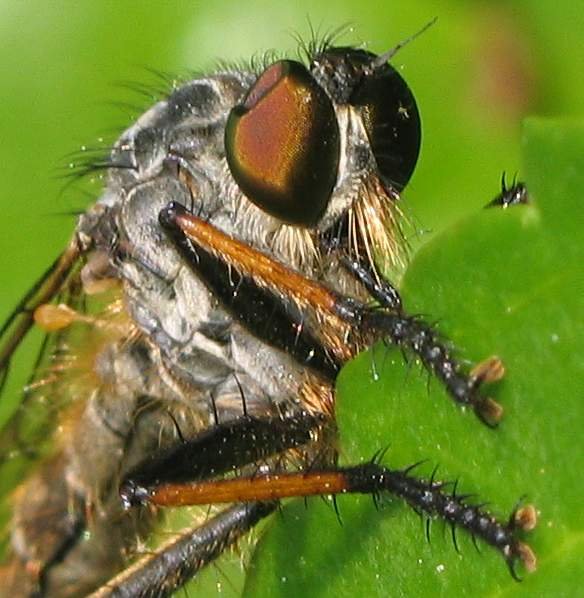
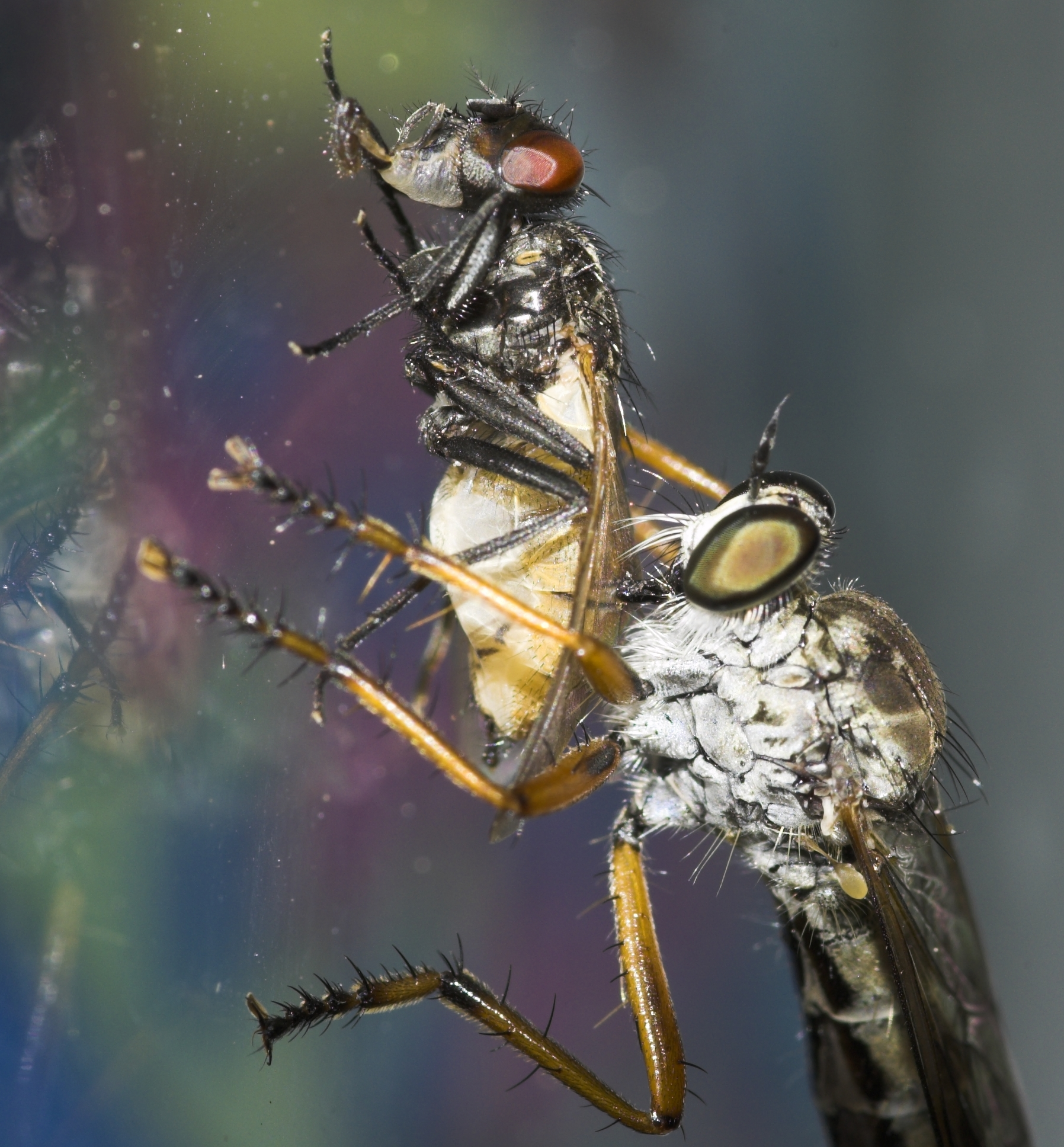
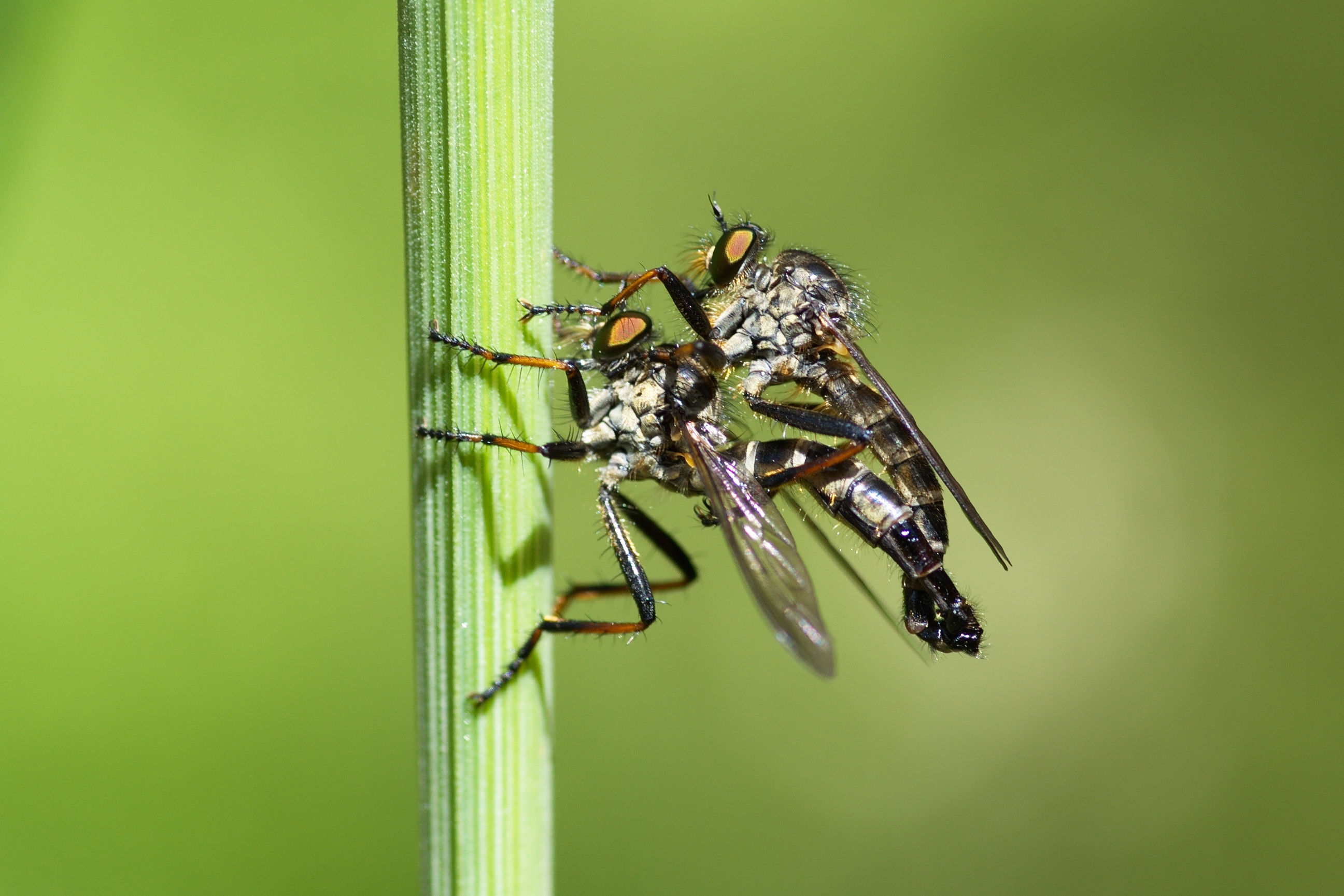